# FaceApp
FaceApp és una aplicació mòbil per a iOS i Android desenvolupada per l'empresa russa Wireless Lab que utilitza intel·ligència artificial per generar automàticament transformacions de rostres altament realistes en les fotografies. L’aplicació pot transformar un rostre per a fer-lo somriure, semblar més jove, semblar més vell o canviar de sexe. FaceApp va ser llançada en iOS el gener de 2017 i en Android al febrer de 2017, i compta amb una versió gratuïta i una altra pro.
L’any 2019, FaceApp va rebre crítiques pel que fa referència a la privacitat de les dades generades pels usuaris per l’ús de l’aplicació. En resposta a les crítiques, el fundador de l'empresa, Yaroslav Goncharov, va declarar que les dades dels usuaris i les imatges carregades no es transferien a Rússia, sinó que es processaven en servidors que funcionaven al núvol de Google i als serveis web d'Amazon. Wireless Lab també va afirmar en un comunicat que la majoria d’imatges s'eliminen dels servidors a les 48 horas posteriors a la data de càrrega. La companyia assegura que qualsevol usuari que vulgui borrar les seves dades del servidor de l’aplicació, pot fer-ho enviant prèviament una sol·licitud a l'empresa. L'empresa afirma també que no ven ni comparteix informació dels usuaris amb tercers.

## Característiques
FaceApp va ser llançada en iOS el gener de 2017 i en Android al febrer del mateix any. Existeixen múltiples opcions per a manipular la fotografia carregada, com les opcions de l'editor d’agregar una impressió, maquillatge, somriures, colors dels cabells, pentinats, ulleres, edat o barbes. Els filtres, el desenfocament de la lent i els fons juntament amb les superposicions, els tatuatges i les vinyetes també formen part de l’aplicació. Les transformacions de canvi de gènere de FaceApp han atret un interès particular de les comunitats LGTB (especialment la comunitat transgènere) degut a la seva capacitat per simular de manera realista l’aparença d’una persona com a gènere oposat.

## Crítiques
L’any 2017, l’aplicació va oferir una transformació “activa” que suposadament feia que els seus usuaris semblessin físicament més atractius, però va ser acusada de racisme per alleugerir el color de la pell de les persones negres i fer que es veiessin més europees. La característica va ser reanomenada breument “espurna” abans de ser eliminada. El fundador i director executiu es va disculpar, descrivint la situació com “un efecte secundari desafortunat de la xarxa neuronal subjacent causada pel biaix del conjunt d'entrenament, no pel comportament intencionat” i anunciant que s'estava “solucionant completament”. A l’agost del mateix any, FaceApp es va enfrentar a crítiques un cop més quan va presentar “filtres d’ètnia” que representaven “Blanc”, “Negre”, “Asiàtic” i “Indi”. Els filtres es van eliminar immediatament de l’aplicació.
L’any 2019, FaceApp va atreure crítiques tant a la premsa com a les xarxes socials degut a la privacitat de les dades de l'usuari. Entre les preocupacions plantejades es trobaven les acusacions de que FaceApp emmagatzemava les fotos dels usuaris als seus servidors, i que els termes d’ús els permitien utilitzar les imatges i fotografies dels usuaris amb fins comercials. En resposta a les preguntes, el fundador de la companyia, Yaroslav Goncharov, va declarar que les dades dels usuaris i les imatges carregades no es transferien a Rússia, sino que es processaven a servidors que s'exectuaven a Google Cloud i Amazon Web Services. Segons Goncharov, les fotos dels usuaris només s'emmagatzemaven als servidors per estalviar ample de banda a l’aplicar múltiples filtres, i s'eliminaven poc després de carregar-les. El senador estatunidenc Chuck Schumer va expressar “serioses preocupacions pel que fa tant a la protecció de les dades que s'estan afegint com a si els usuaris saben qui pot tenir accés a elles", i va demanar una investigació de l'FBI sobre l’aplicació.
El juny de 2020, diversos diaris internacionals van advertir del perill d'utilitzar l'aplicació mòbil ja que no es garanteix la privacitat de les dades, a més de que pren dades estructurades com el GPS i fotos personals per al robatori d'identitat.